# Krešimir Matijević
Krešimir Matijević (* 1. März 1975 in Osnabrück) ist ein deutscher Althistoriker und Epigraphiker.
Nach dem Abitur 1994 am Ratsgymnasium Osnabrück studierte er bis 2002 Geschichte (Schwerpunkt Alte Geschichte), Germanistik und Literaturwissenschaft am Boston College und an der Universität Osnabrück, wo er am 25. April 2002 das erste Staatsexamen für das Lehramt an Gymnasien ablegte und am 10. Februar 2005 als Schüler von Rainer Wiegels mit einer Untersuchung zu Marcus Antonius promoviert wurde. Von 2003 bis 2008 war er wissenschaftlicher Mitarbeiter/Assistent im Fach Alte Geschichte in Osnabrück. An der Universität Hamburg hatte er von 2007 bis 2008 einen Lehrauftrag inne. Als Akademischer Rat (2008–2015) am Lehrstuhl von Christoph Schäfer und als Vertretungsprofessor (2015–2016) lehrte er an der Universität Trier, wo er sich 2014 mit einer Studie zur griechischen Religionsgeschichte habilitierte. Von 2016 bis 2024 war er Professor für Alte Geschichte und Geschichtsdidaktik an der Universität Flensburg, ehe er 2024 einen Ruf auf den Lehrstuhl für Alte Geschichte an der Universität Leipzig annahm.
Zu seinen Forschungsschwerpunkten zählen die Jenseitsvorstellungen in griechischer Zeit, die Geschichte der späten römischen Republik und der frühen römischen Kaiserzeit, die lateinische Epigraphik und die Geschichte der germanischen Provinzen des Römischen Reiches. Zudem verfasst er Beiträge zur Rezeption antiker Geschichte in Produkten der Geschichtskultur. Er ist Mitherausgeber der Zeitschrift Frankfurter elektronische Rundschau zur Altertumskunde, leitender Herausgeber der Digital Classics Online, Mitherausgeber der Reihe Pharos. Studien zur griechisch-römischen Antike und Vorsitzender der Forschungskommission „Imperium und Barbaricum: Römische Expansion und Präsenz im rechtsrheinischen Germanien“ an der Akademie der Wissenschaften zu Göttingen.

## Schriften (Auswahl)
Monographien
- mit Rainer Wiegels: Inschriften und Weihedenkmäler aus dem römischen Dieburg (Zeugen der Vergangenheit). AVA, Dieburg 2003, ISBN 3-9805719-8-X.
- Marcus Antonius: Consul – Proconsul – Staatsfeind. Die Politik der Jahre 44 und 43 v.Chr. (= Osnabrücker Forschungen zu Altertum und Antike-Rezeption. Band 11). Marie Leidorf, Rahden 2006, ISBN 3-89646-732-8 (zugleich Dissertation, Osnabrück 2005).
- Römische und frühchristliche Zeugnisse im Norden Obergermaniens. Epigraphische Studien zu unterer Mosel und östlicher Eifel (= Pharos. Studien zur griechisch-römischen Antike. Band 27). Marie Leidorf, Rahden 2010, ISBN 978-3-86757-255-2.
- Ursprung und Charakter der homerischen Jenseitsvorstellungen. Schöningh, Paderborn 2015, ISBN 3-506-78232-0 (zugleich Habilitationsschrift, Trier 2014).
- Die lex sacra von Selinunt. Totenmanipulation in der Archaik und Klassik (= Philippika. Band 113). Harrassowitz, Wiesbaden 2017, ISBN 978-3-447-10891-1.

Herausgeberschaften
- mit Wolfgang Spickermann und Heinz Hermann Steenken: Rom, Germanien und das Reich. Festschrift zu Ehren von Rainer Wiegels anlässlich seines 65. Geburtstages (= Pharos. Studien zur griechisch-römischen Antike. Band 18). Scripta-Mercaturae-Verlag, St. Katharinen 2005, ISBN 3-89590-159-8.
- mit Wolfgang Spickermann: Rainer Wiegels, Kleine Schriften zur Epigraphik und Militärgeschichte der germanischen Provinzen. Steiner, Stuttgart 2010, ISBN 978-3-515-09732-1.
- Salve Abusina! Ein archäologisch-historischer Museumsführer durch das römische Auxiliarkastell von Abusina / Eining und seinen Vicus. Morsbach, Regensburg 2012, ISBN 978-3-937527-50-5.
- mit Wolfgang Spickermann: Rainer Wiegels, Kleine Schriften zur Germanienpolitik in der römischen Kaiserzeit (= Pharos. Studien zur griechisch-römischen Antike. Band 29). Marie Leidorf, Rahden 2016, ISBN 3-86757-257-7.
- Kelto-Römische Gottheiten und ihre Verehrer. Akten des 14. F.E.R.C.AN.-Workshops Trier, 12.–14. Oktober 2015 (= Pharos. Studien zur griechisch-römischen Antike. Band 39). Marie Leidorf, Rahden 2016, ISBN 3-86757-267-4.
- Funktion und Aufgabe digitaler Medien in Geschichtswissenschaft und Geschichtsunterricht (= Abhandlungen der Arbeitsgemeinschaft Geschichte und EDV 3). Computus, Gutenberg 2020, ISBN 978-3-940598-46-2.
- Wirtschaft und Gesellschaft in der späten Römischen Republik. Fachwissenschaftliche und fachdidaktische Aspekte (= Scripta Mercaturae Beihefte 2). Scripta Mercaturae, Gutenberg 2020, ISBN 978-3-89590-184-3.
- Miscellanea historica et archaeologica. Festschrift zu Ehren von Rainer Wiegels anlässlich seines 80. Geburtstages. Computus, Gutenberg 2021, ISBN 978-3-940598-49-3.
- mit Rainer Wiegels: Kultureller Transfer und religiöse Landschaften. Zur Begegnung zwischen Imperium und Barbaricum in der römischen Kaiserzeit (= Abhandlungen der Akademie der Wissenschaften zu Göttingen. N.F. 52). De Gruyter, Berlin u. a. 2021, ISBN 978-3-11-071644-3.